# Kurt Hahn
Kurt Hahn (1886-1974) foi um educador alemão que fundou escolas e instituições educacionais diversas tais como a escola Gordonstoun o Movimento UWC (United World Colleges) e a Escola de Educação ao Ar Livre Outward Bound.